# Denise Pelletier
Pour les articles homonymes, voir Pelletier.
Pour l'historien, voir Denis Pelletier.
Denise Pelletier (née Marie Denise Pelletier à Saint-Jovite, le 22 mai 1923 - morte à Montréal, le 24 mai 1976) est une actrice québécoise. Elle s'est fait connaître d'un grand public par les nombreux rôles qu'elle a tenu dans les feuilletons télévisés les plus populaires des premières années de la télévision québécoise.

## Biographie
Née en 1923 à Saint-Jovite,, fille d'Albert Pelletier, avocat, éditeur et critique littéraire, et de Marie-Reine Vaugeois, Denise Pelletier déménage très jeune à Montréal. Elle étudie avec François Rozet et Sita Riddez et participe, entre autres, à plusieurs feuilletons radiophoniques de l'époque.
Sa rencontre en 1951 avec Jean Gascon est un tournant important de son parcours : elle lui donne la réplique, sur les planches du Théâtre du Nouveau Monde dans la première pièce, L'Avare de Molière, de ce théâtre dont il est l'un des cofondateurs. L'arrivée de la télévision, en 1952, lui permet également d'être découverte par un vaste auditoire. Elle joue ensuite au théâtre, en français comme en anglais, dans une multitude de pièces écrites par des auteurs aussi variés que Molière, Racine, Paul Claudel, Shakespeare, Marcel Dubé, Bertolt Brecht, Tennessee Williams, Samuel Beckett, Michel Tremblay, etc.. Elle se produit, entre autres, non seulement au Théâtre du Nouveau Monde, mais aussi au Théâtre du Rideau vert et à la Nouvelle Compagnie théâtrale. Au petit écran, on se souvient d'elle surtout pour ses rôles dans les séries De 9 à 5, En haut de la pente douce, Mont-Joye, Les Belles Histoires des pays d'en haut. Mais elle se fait surtout connaître pour son incarnation du personnage de Cécile dans La Famille Plouffe, à partir de 1953 (ce feuilleton télé est diffusé pendant six ans).
Elle est couronnée Miss Radio Télévision en 1955, et reçoit l'Ordre du Canada en 1970 pour son apport aux arts, en particulier au théâtre.
Elle meurt le 24 mai 1976, à l'âge de 53 ans durant une chirurgie à cœur ouvert, trois mois après avoir subi une crise cardiaque. Denise Pelletier laisse derrière elle son mari, le photographe d'origine russe Basil Zarov, qu'elle avait épousé en l'église St-Léon de Westmount le 25 janvier 1958, et un fils, Stéphane.

## Hommages
- Peu avant son décès, le Conseil des Arts du Canada lui décernait le prix Molson pour l'ensemble de sa carrière[2].
- En 1997, on donne à un théâtre le nom de Théâtre Denise-Pelletier en son honneur.
- Le gouvernement du Québec fonde le prix Denise-Pelletier, la plus haute distinction accordée dans le domaine des arts de la scène, que son frère Gilles reçoit d'ailleurs en 1998.
- Le Parc Denise-Pelletier a été nommé en son honneur, dans la ville de Québec, en 1992.

## Filmographie
- 1943 : À la croisée des chemins : Pauline Garnier
- 1953 : La Famille Plouffe (série télévisée) : Cécile Plouffe
- 1953 : Tit-Coq : Germaine
- 1956 : Les Belles Histoires des pays d'en haut (série télévisée): Tante Azilda
- 1958 : Marie-Didace (série télévisée) : Nancy Varieur
- 1960 : La Côte de sable (série télévisée) : Lucie Paradis
- 1962 : Le Temps des lilas (TV) : Marguerite
- 1962 : De 9 à 5 (TV) :
- 1965 : La Corde au cou : Lucienne
- 1970 : Mont-Joye (série télévisée) : France Joyal
- 1972 : Les Indrogables
- 1973 : Y'a toujours moyen de moyenner!
- 1974 : Qui perd gagne (TV) : Rosa St-Amour
- 1974 : Night Cap
- 1974 : Bingo : Mme. Gendron
- 1974 : La Petite Patrie : Mme. Rodier

## Récompenses et nominations
- 1969 - Officier de l'Ordre du Canada
- 1976 - Prix Molson